# SimEarth: The Living Planet
SimEarth: The Living Planet – gra komputerowa wyprodukowana przez Maxis w 1990 r. Gra jest symulacją planety. Gra stała się przełomem w tego typu grach, ale nie odniosła takiego sukcesu jak jej poprzednik SimCity. SimEarth zostało wydane na następujące platformy: IBM PC, Amiga, TurboGrafx-16 / TurboDuo, Macintosh, X68000, Sega Mega Drive, SNES i Windows.
W SimEarth gracz może zmieniać wiele czynników warunkujących życie m.in. atmosferę, temperaturę, rozmieszczenie lądów itp. Ma również możliwość umieszczania na planecie różnych form życia oraz ich obserwacji. Gra jest ograniczona czasowo, bo po 10 miliardach lat Słońce zamienia się w wielkiego olbrzyma i niszczy planetę gracza.